# 모드 아미룰 이즈완 야콥
모드 아미룰 이즈완 야콥(말레이어: Mohd Amirul Izwan Yaacob, 1986년 4월 25일 ~ )은 말레이시아의 축구 심판이다. 2012년부터 FIFA 주관 대회의 심판을 맡고 있다.